# Markaz Fāriskūr
Markaz Fāriskūr (arabiska: مركز فارسكور) är en region i Egypten.   Den ligger i guvernementet Damietta, i den norra delen av landet, 150 km norr om huvudstaden Kairo.